# Stazione di Susa
Stazione di Susa vasútállomás Olaszországban, Susa településen.

## Vasútvonalak
Az állomást az alábbi vasútvonalak érintik:
- Torino–Modane-vasútvonal

## Kapcsolódó állomások
A vasútállomáshoz az alábbi állomások vannak a legközelebb:
- Stazione di Bussoleno (Stazione di Torino Porta Nuova, Line SFM3)